# Kelvin van der Linde
Kelvin van der Linde, född 20 juni 1996, är en sydafrikansk professionell racerförare och fabriksförare för Audi Sport. Han är bror till racerföraren Sheldon van der Linde.

## Racingkarriär
Van der Linde startade sin racingkarriär i gokart 2006, 8 år gammal. Han blev sydafrikansk mästare i gokart 2008 och 2010.
Vid 14 års ålder blev van der Linde 2011 den yngsta föraren någonsin att tävla i Volkswagen Cup South Africa. Han tog en tredjeplats i mästerskapet och vann rookiemästerskapet. Året efter, 2012, vann han mästerskapet som Sydafrikas yngsta nationella racingmästare någonsin, 16 år och 128 dagar gammal. Hans farbror, Etienne van der Linde, höll det tidigare rekordet då han vann Sydafrikanska mästerskapet i Formula Vee 1994, 16 år och 270 dagar gammal.
2013 körde van der Linde Volkswagen Scirocco R-Cup i Tyskland och vann mästerskapet vid 17 års ålder som den yngste dittills. Detta gav honom en plats som juniorförare för Volkswagen 2014, då han tävlade i ADAC GT Masters och tog även här rekord som den yngsta föraren i mästerskapet som tog pole position, vann race och vann mästerskapet.[1]
Han vann som första sydafrikan 2017 års ADAC Zurich Nürburgring 24-timmars i en Audi R8 LMS GT3 med Land Motorsport efter stor dramatik. Han delade bilen och segern med Connor De Phillippi, Christopher Mies och Markus Winkelhock.